# Prinz Eugen (1940)
El Prinz Eugen fue un crucero pesado alemán de la clase Admiral Hipper, tercero de una serie de cinco, que sirvió en la Kriegsmarine durante la Segunda Guerra Mundial. Fue puesto en grada en abril de 1936 y botado en agosto de 1938, entrando en el servicio activo después del estallido del conflicto mundial, en agosto de 1940. Recibió su nombre del príncipe Eugenio de Saboya, general austríaco del siglo XVIII.
El Prinz Eugen fue uno de los protagonistas de la Operación Rheinübung, un intento alemán en mayo de 1941 por cortar la navegación mercante aliada por el Atlántico en la que estuvo acompañado por el acorazado Bismarck. Ambos buques entablaron combate con dos navíos británicos, el crucero de batalla HMS Hood y el acorazado HMS Prince of Wales en lo que se ha llamado batalla del Estrecho de Dinamarca, durante la cual el Hood fue hundido y el Prince of Wales gravemente dañado. El Prinz Eugen fue separado del Bismarck durante esta operación para continuar atacando mercantes aliados, pero averías en las máquinas del crucero obligaron a su interrupción. Tras recalar en la Francia ocupada y ser reparado, el crucero participó en la Operación Cerberus, un audaz cruce diurno del Canal de la Mancha para llegar a Alemania. En febrero de 1942 el Prinz Eugen fue enviado a Noruega, aunque su estadía allí fue interrumpida días después de su llegada tras ser torpedeado por el submarino británico Trident. El torpedo dañó seriamente la popa del crucero, que necesitó de reparaciones en Alemania. 
Tras reincorporarse al servicio activo el buque pasó varios meses entrenando nuevos oficiales cadetes en el mar Báltico antes de servir como soporte de artillería en la retirada del ejército alemán del Frente Oriental. Tras la rendición alemana en mayo de 1945 el Prinz Eugen fue entregado a la Real Armada británica antes de ser transferido a la Armada de los Estados Unidos como botín de guerra. Tras ser examinado en los Estados Unidos, la armada norteamericana asignó el crucero a las pruebas nucleares de la Operación Crossroads en el Atolón Bikini. Después de sobrevivir a dos explosiones atómicas el crucero fue remolcado al atolón Kwajalein, para ser utilizado como barco objetivo donde finalmente escoró y se hundió. El pecio está todavía visible por encima de la superficie del agua; una de sus hélices fue salvada y se exhibe en el memorial naval Marine-Ehrenmal Laboe, en Alemania.

## Construcción

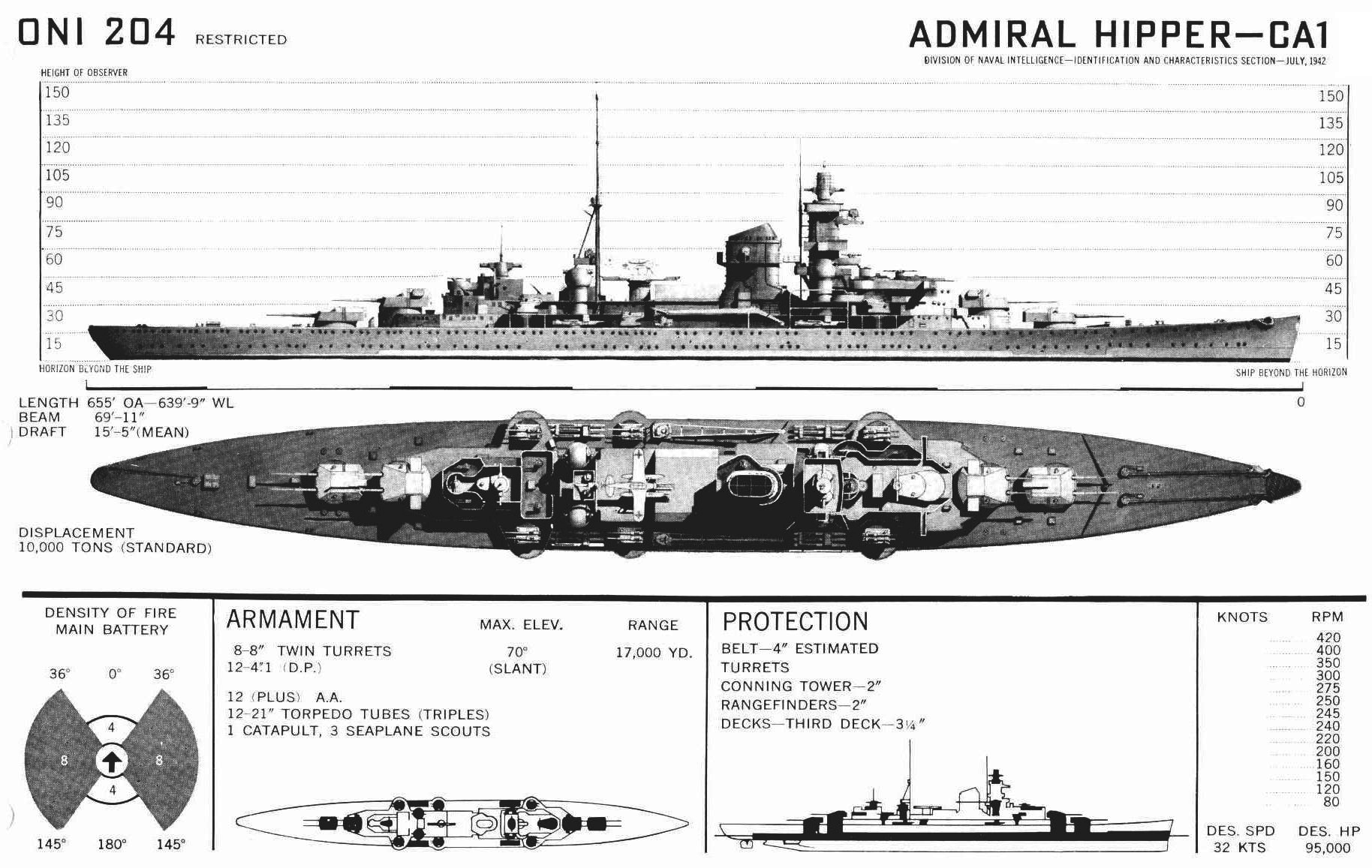
Dibujo de reconocimiento de un crucero clase Admiral Hipper realizado en 1942 por la Oficina de Inteligencia Naval de los Estados Unidos

El Prinz Eugen fue ordenado por la Kriegsmarine al astillero Germaniawerft en Kiel. Su quilla fue puesta en grada el 23 de abril de 1936 bajo el número de construcción 564. Originalmente iba a ser nombrado en honor a Wilhelm von Tegetthoff, el austríaco vencedor de la batalla de Lissa (1866), pero tras considerar que ello podía ser un insulto a los aliados italianos, derrotados por Tegetthoff en Lissa, la Kriegsmarine se decantó por el nombre Prinz Eugen. El crucero fue botado el 22 de agosto de 1938 y completado dos años después, el 1 de agosto de 1940, día en que fue puesto en comisión en la flota alemana. Inicialmente fue construido con una roda de proa recta, pero tras su botadura esta fue reemplazada por una «proa atlántica» redondeada. También se le instaló un medio sombrerete para la chimenea.
El crucero pesado tenía 207,7 m de eslora, una manga de 21,7 m y un calado máximo de 7,2 m. Según su diseño desplazaba 16 970 toneladas. Estaba propulsado por tres juegos de turbinas de vapor engranadas que eran suministradas de vapor por doce calderas de alta presión de combustible líquido. Su velocidad máxima eran 32 nudos (59 km/h) gracias a sus 132 000 CV. De acuerdo a su diseño, su tripulación habitual eran 42 oficiales y 1340 marineros.
El armamento principal del Prinz Eugen estaba compuesto por una batería de ocho cañones SK L/60 de 203 mm montados en dos pares de torretas gemelas tipo hongo, situadas en pareja a proa y popa. Su batería antiaérea estaba conformada por doce cañones L/65 de 105 mm, doce de 37 mm y ocho de 20 mm. El crucero además portó cuatro lanzaderas de tubos lanzatorpedos triples de 533 mm situados al frente y tras la superestructura posterior. El buque fue equipado también con tres hidroaviones Arado Ar 196 y una catapulta para su lanzamiento. El cinturón acorazado del Prinz Eugen era de entre 70-80 mm de espesor, su cubierta superior tenía entre 12 y 30 mm de blindaje, mientras que la cubierta protectora principal era de 20-50 mm. Las torretas de las baterías principales contaban con 105 mm delante y detrás y 70 mm a ambos lados.

## Historial de servicio

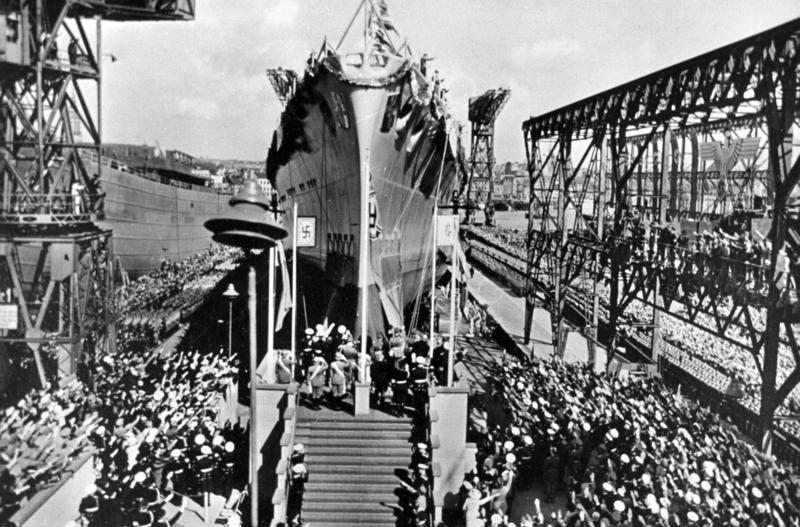
Botadura del Prinz Eugen el 22 de agosto de 1938

A comienzos de julio de 1940, poco antes de su comisión en la flota, el Prinz Eugen fue atacado por bombarderos británicos e impactado por una bomba. No fue seriamente dañado y fue comisionado al mes siguiente. El crucero empleó el resto del año en sus pruebas de mar en el mar Báltico, y a comienzos de 1941 la tripulación de artilleros del barco realizó entrenamientos de cañoneo. A ello siguió un breve período en el dique seco para modificaciones y mejoras finales. En abril, el Prinz Eugen se unió al nuevo  acorazadoBismarck para maniobras en el Báltico. Ambos navíos habían sido seleccionados por Raeder para la Operación Rheinübung, una incursión contra la navegación mercante Aliada en el océano Atlántico.
El 23 de abril, mientras cruzaba el Cinturón Fehmarn en ruta hacia Kiel, el Prinz Eugen hizo detonar una mina magnética arrojada por bombarderos británicos. La mina causó serias averías, incluida la ruptura de un tanque de fuel, daños en los acoplamientos de las hélices y desperfectos en el equipo de control de incendios. La salida planeada con el Bismarck fue retrasada mientras se realizaban las reparaciones. Los almirantes Erich Raeder y Günther Lütjens discutieron la posibilidad de retrasar la operación, con la esperanza de que las reparaciones en el acorazado Scharnhorst fueran completadas o el buque gemelo del Bismarck, el Tirpitz, finalizara sus pruebas de mar a tiempo de unirse al Prinz Eugen y al Bismarck. Ambos decidieron que lo mejor era reanudar las incursiones de superficie en el Atlántico lo antes posible, por lo que los dos navíos designados saldrían sin más refuerzos.

### OperaciónRheinübung
El 11 de mayo las reparaciones en el crucero se habían completado, tras lo que navegó hasta Gotenhafen, donde su tripulación preparó al barco para la salida. El 18 de mayo el Prinz Eugen se reunió con el Bismarck frente al cabo Arkona. Los dos buques fueron escoltados por tres destructores —Hans Lody, Friedrich Eckoldt y Z23— y una flotilla de dragaminas. La Luftwaffe proveyó cobertura aérea durante el viaje fuera de aguas alemanas. Hacia las 13:00 del 20 de mayo la flotilla alemana se encontró con el crucero sueco HMS Gotland, que la siguió durante dos horas por el estrecho Kattegat. El Gotland transmitió la noticia al mando naval, señalando: «Dos buques de gran tamaño, tres destructores, cinco barcos de escolta y diez o doce aviones pasaron por Marstrand, rumbo 205°/20'». El Alto Mando Alemán no estaba preocupado por el riesgo de seguridad que suponía el Gotland, aunque Lütjens creyó que la seguridad operacional se había perdido. El informe finalmente llegó al capitán Henry Denham, el agregado naval británico en Suecia, que transmitió la información a su Almirantazgo.
Los descifradores de código de Bletchley Park confirmaron que una incursión en el Atlántico era inminente, ya que habían descifrado los informes del Bismarck y el Prinz Eugen en las que estos solicitaban más cartas de navegación al cuartel general. Un par de cazas Supermarine Spitfire fueron enviados para localizar a la flotilla alemana en las costas de Noruega. En la noche del 20 de mayo el Bismarck y el resto de la flotilla llegaron a las costas noruegas; los dragaminas se separaron y los dos incursores y su escolta de destructores continuaron hacia el norte. A la mañana siguiente los oficiales de intercepción de señales de radio del Prinz Eugen recogieron una señal que ordenaba a los aviones de reconocimiento británicos buscar dos acorazados y tres destructores hacia el norte de la costa noruega. A las 07:00 del día 21 los alemanes avistaron cuatro aeronaves no identificadas, aunque rápidamente se marcharon. Poco después de las 12:00 la flotilla llegó a Bergen y echó anclas en Grimstadfjord, donde las tripulaciones eliminaron el camuflaje Báltico y pintaron los barcos de camuflaje báltico con el color «gris exterior» uniforme usado por los barcos de guerra alemanes que operaban en el Atlántico. POsteriormente se realizaron limpieza de tanques diésel en ambos buques.
En Bergen el Prinz Eugen repostó 764 t de fuel; el Bismarck inexplicablemente falló en un repostaje similar. A las 19:30 del 21 de mayo los dos buques y sus tres destructores de escolta partieron de Bergen, y hacia media noche la fuerza ya estaba en mar abierto y en dirección al océano Ártico. En este momento el almirante Erich Raeder informó finalmente a Hitler de la operación, quien dio su consentimiento para continuar con la incursión de mala gana. Los tres destructores de escolta se separaron a las 04:14 del 22 de mayo, mientras la fuerza navegaba frente a Trondheim, y sobre las 12:00 Lütjens ordenó a sus dos buques virar hacia el Estrecho de Dinamarca para intentar penetrar en las aguas abiertas del océano Atlántico.

Este mapa muestra los movimientos del Bismarck, el Prinz Eugen (líneas rojas) y sus perseguidores británicos (líneas negras) durante la Operación Rheinübung.

Hacia las 04:00 del 23 de mayo Lütjens ordenó al Bismarck y al Prinz Eugen aumentar la velocidad hasta los 27 nudos (50 km/h) para sortear rápidamente el estrecho danés. Al entrar en este, ambos buques activaron sus equipos de radar FuMo. El Bismarck navegaba unos 700 m por delante del Prinz Eugen; la niebla redujo la visibilidad a unos tres o cuatro mil metros. Los alemanes se toparon con hielo hacia las 10:00, lo que les obligó a reducir la velocidad a 24 nudos. Dos horas más tarde ambos navíos habían alcanzado un punto al norte de Islandia, y tuvieron que navegar en zigzag para evitar témpanos de hielo. A las 19:22 los operadores de hidrófonos y radar de los buques germanos detectaron al crucero inglés HMS Suffolk a una distancia aproximada de 12 500 m. El equipo de radio intercepción del Prinz Eugen descifró las señales del Suffolk y supieron que había dado noticia de su localización. La operación había perdido el factor sorpresa.
El almirante Lütjens dio permiso al Prinz Eugen para atacarlo, pero el capitán del crucero pesado no pudo definir el objetivo. El crucero enemigo se retiró rápidamente hasta una distancia segura y siguió a los barcos alemanes. A las 20:30 el crucero pesado HMS Norfolk se unió al Suffolk, pero se aproximó demasiado a los navíos germanos y Lütjens ordenó a sus barcos atacar al crucero inglés. El Bismarck disparó cinco salvas, tres de las cuales ahorquillaron al Norfolk y le hicieron blanco en sus cubiertas, pero el crucero tendió una pantalla de humo y se refugió en un banco de niebla, acabando así el breve encontronazo. La conmoción de los poderosos cañones de 380 mm desactivó los radares proeles FuMo 23 del Bismarck, por lo que Lütjens tuvo que pedir al Prinz Eugen que se adelantara para usar sus radares proeles para reconocer.

#### La batalla del Estrecho de Dinamarca
Los cruceros británicos los siguieron toda la noche, transmitiendo continuamente la posición y la conducta de los buques alemanes. El mal tiempo cesó la mañana del 24 de mayo y dejó paso a un cielo despejado. A las 05:07 de esa mañana los operadores de hidrófono del Prinz Eugen detectaron un par de buques sin identificar aproximándose a la formación alemana a una velocidad de 20 nudos (37 km/h), informando «¡Ruido de dos turbinas de barco de rápido movimiento a 280° de marcación relativa!». A las 05:45 los observadores de los buques alemanes avistaron humo en el horizonte, el humo de las chimeneas del crucero de batalla HMS Hood y el nuevo acorazado HMS Prince of Wales, bajo mando del almirante Lancelot Holland. Estaba a punto de empezar la Batalla del Estrecho de Dinamarca. Lütjens ordenó a la tripulación de sus naves colocarse en sus puestos de combate. A las 05:52 el rango se había reducido a 26 000 m y el Hood abrió fuego con sus cañones de proa, seguido del Prince of Wales un minuto después. El Hood ´por error de identificación apuntó al Prinz Eugen pensando que se trataba del Bismarck, mientras que el Prince of Wales hizo lo propio pero correctamente con el Bismarck.
Los barcos británicos avanzaban a máxima velocidad hacia los alemanes, lo que les obligó a usar únicamente sus baterías delanteras, mientras que el Bismarck y el Prinz Eugen disparaban andanadas completas desde todos sus cañones. Varios minutos después de abrir fuego, Holland ordenó un giro de 20° a babor, lo que permitiría a sus barcos hacer uso de todas sus torretas. Los dos buques alemanes concentraron sus salvas en el Hood, y un minuto después de iniciar sus cañonazos, el Prinz Eugen le hizo impacto con un proyectil altamente explosivo de 203 mm; su explosión inició un gran incendio en las cajas de municiones de cubierta que fue prontamente extinguido. Holland entonces ordenó un segundo giro de 20° a babor para exponer su cinturón blindado sus barcos en un curso paralelo a los buques germanos. Lütjens mandó al Prinz Eugen cambiar de objetivo y atacar al Prince of Wales para así mantener a sus dos oponentes bajo fuego. A los pocos minutos el Prinz Eugen le hizo un par de impactos al acorazado británico e informó del inicio de un pequeño incendio.

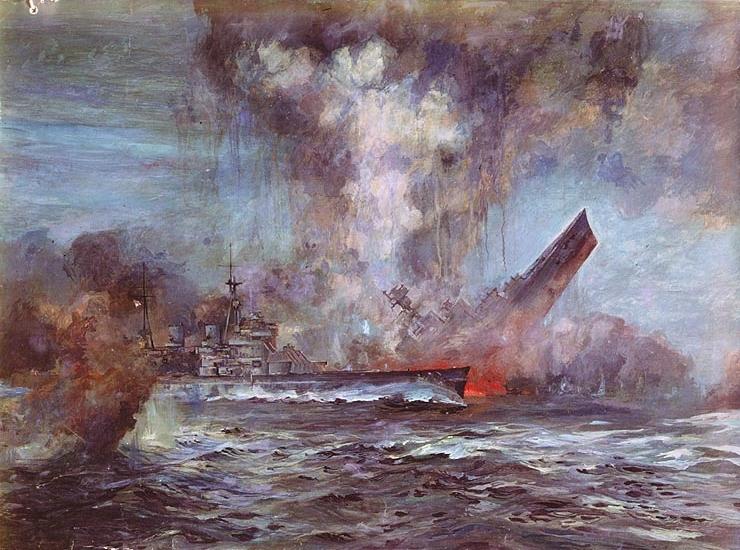
El Prince of Wales maniobra ante el naufragio del Hood. Pintura de J.C. Schmitz-Westerholt.

Lütjens entonces ordenó a su crucero pesado caer detrás del Bismarck para que pudiera seguir monitorizando la posición de los cruceros Norfolk y Suffolk, que estaban todavía a entre 19 y 22 km al este pues se temía un ataque torpedero. A las 06:00 el Hood estaba completando su segundo giro a babor cuando el Bismarck disparó su quinta salva. Dos de los proyectiles se quedaron cortos, cayendo en el agua cerca del crucero, pero al menos uno de los proyectiles de 380 mm le hizo impacto y penetró en algún lugar de su delgada armadura de cubierta. El proyectil llegó hasta la santabárbara e hizo detonar 112 t de cordita. Una masiva explosión reventó la popa del crucero entre el mástil principal y la chimenea trasera; la mitad delantera del buque avanzó un poco más antes de que la inundación de agua hiciera alzarse la proa en un pronunciado ángulo. La popa se elevó de manera similar cuando el agua penetró en sus compartimentos desgarrados por la deflagración. Tras un intercambio de cañonazos de solo ocho minutos, el Hood había desaparecido junto a una tripulación de 1419 hombres.
La batalla únicamente duró unos pocos minutos más, en los que el Prince of Wales tuvo tiempo de hacer blanco en el Bismarck con tres obuses y retirarse muy dañado y con bajas. Los alemanes cesaron de disparar cuando aumentó la distancia, aunque Ernst Lindemann, comandante del Bismarck, abogó por perseguir al navío inglés y destruirlo. Lütjens rechazó firmemente la idea y en su lugar ordenó al Bismarck y el Prinz Eugen poner rumbo a las aguas abiertas del Atlántico norte. Tras el combate Lütjens informó que un «Crucero de batalla, probablemente el Hood, hundido. Otro acorazado, King George V o Renown, se fue dañado. Dos cruceros pesados mantienen contacto». A las 08.01 transmitió un informe de daños y sus intenciones al Alto Mando Naval Alemán, que fueron separar al Prinz Eugen para que continuara su incursión contra los buques mercantes y recalar en el puerto francés de Saint-Nazaire para reparaciones. Poco antes de la 10:00 Lütjens ordenó al Prinz Eugen ponerse a popa del Bismarck para averiguar la gravedad de las fugas de aceite del impacto de proa. Tras confirmar «grandes corrientes de aceite a ambos lados de la estela [del Bismarck]», el Prinz Eugen volvió a la posición de vanguardia. Lütjens canceló en ese momento la operación y decidió su retorno a Brest.
Con el tiempo empeorando, Lütjens intentó separar al Prinz Eugen a las 16:40. La tormenta no era lo suficientemente espesa como para cubrir su retirada a los ojos de los cruceros británicos, que continuaban manteniendo contacto de radar, por lo que el Prinz Eugen fue llamado temporalmente. 
Su partida definitiva se pudo llevar a cabo a las 18:14. El Bismarck viró para encarar a la formación de Wake-Walker, comandante de una formación compuesta por los dos cruceros y el Prince of Wales, forzando al Suffolk a alejarse a gran velocidad. El Prince of Wales disparó doce salvas contra el acorazado alemán, que respondió con nuevas andanadas, ninguna de las cuales hizo blanco. La acción distrajo la atención de los británicos y permitió al Prinz Eugen hacer un amplio giro a estribor, alejarse del Bismarck y desaparecer efectivamente de la cobertura de radar inglesa.
El 26 de mayo el Prinz Eugen se reunió con el barco de suministro Spichern para repostar combustible. El 27, el Bismarck sentenciado por su movilidad rindió su postrer batalla y fue hundido por la superioridad inglesa.
El crucero en su retorno había sufrido graves defectos en componentes críticos de su sistema de propulsión que necesitaron el retorno a la Francia ocupada para ser reparados. El 31 de mayo fue acompañado por una escolta de destructores frente a la costa francesa y al día siguiente arribó a Brest. Las reparaciones se prolongaron por los siguientes ocho meses durante los cuales el Prinz Eugen y otros barcos alemanes en el área fueron repetidamente atacados por aviones bombarderos Aliados. En la noche del 1 al 2 de julio el crucero recibió el impacto de una bomba que mató o hirió a unos 100 hombres.

### Operación Cerberus

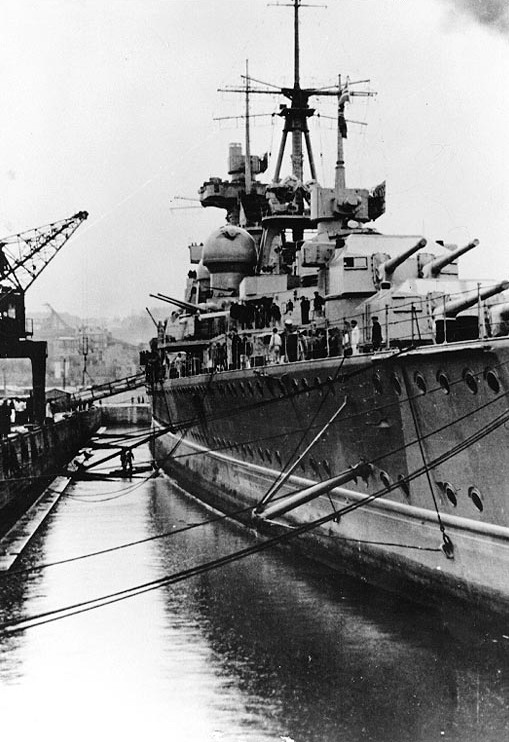
El Prinz Eugen en Kiel en 1941.

En 1942 los acorazados Scharnhorst y Gneisenau se habían unido al Prinz Eugen en Brest. Los barcos estaban bajo la constante amenaza de los ataques aéreos aliados, por lo que Adolf Hitler ordenó su regreso a Alemania. La intención era desplegar los barcos en Noruega para interceptar los convoyes aliados con destino en la Unión Soviética. Hitler insistió en que debían hacer el viaje a través del vigilado y peligroso Canal de la Mancha, a pesar de las protestas de Erich Raeder. El vicealmirante Otto Ciliax recibió el mando de la operación. A principios de febrero los dragaminas barrieron una ruta a través del canal, pero los británicos no percibieron su actividad.
A las 23:00 del día 11 de febrero el Scharnhorst, el Gneisenau y el Prinz Eugen partieron de Brest. Entraron en el canal una hora después navegando a una velocidad de 27 nudos (50 km/h) y manteniéndose cercanos a la costa francesa durante todo el trayecto. Hacia las 06:30 pasaron Cherburgo, donde se les unió una flotilla de lanchas torpederas, dirigida por el capitán Erich Bey desde el destructor Z29. El general de la Fuerza de Combate Adolf Galland dirigió los cazas y bombarderos de la Luftwaffe —Operación Donnerkeil— durante la Operación Cerberus. Los cazas volaron en su techo de vuelo para evitar ser detectados por la red de radares británica. Los oficiales de enlace estaban a bordo de los tres buques. Aviones alemanes llegaron más tarde para interferir y burlar los radares enemigos. Hacia las 13:00 los barcos habían despejado el paso de Calais, pero media hora después una formación de seis torpederos Fairey Swordfish con una escolta de cazas Supermarine Spitfire atacó a los alemanes. Los británicos no pudieron con el escudo de cazas germanos y todos los Swordfish fueron derribados.
Frente a Dover el Prinz Eugen cayó bajo fuego de las baterías de artillería costera británicas, aunque ninguna le hizo blanco. A continuación fue atacado por varias lanchas torpederas, pero la escolta de destructores del Prinz Eugen las apartó antes de que pudieran lanzar sus torpedos. A las 16:43 el crucero pesado se topó con cinco destructores británicos: Campbell, Vivacious, Mackay, Whitshed y Worcester. Disparó sus baterías principales contra ellos y consiguió impactar en el Worcester, pero se vio obligado a maniobrar de manera errática para evitar los torpedos que le lanzaron. A pesar de todo, el crucero consiguió arribar a Brunsbüttel en la mañana del 23 de febrero completamente indemne.

### Operaciones posteriores
El 21 de febrero de 1942 el Prinz Eugen, el crucero pesado Admiral Scheer y los destructores Richard Beitzen, Paul Jakobi, Z25, Hermann Schoemann y Friedrich Ihn navegaron a Noruega. Tras recalar brevemente en Grimstadfjord, los barcos arribaron a Trondheim. Dos días después, navegando frente al fiordo de Trondheim, el submarino británico Trident torpedeó al Prinz Eugen en la zona de popa, causando graves daños y dejando el crucero ingobernable. Tuvo que ser remolcado a Lofjord donde, en el transcurso de los siguientes meses, se le efectuaron las reparaciones de emergencia. Toda su popa fue retirada y blindada y se le instalaron dos improvisados timones operados mediante cabrestantes.

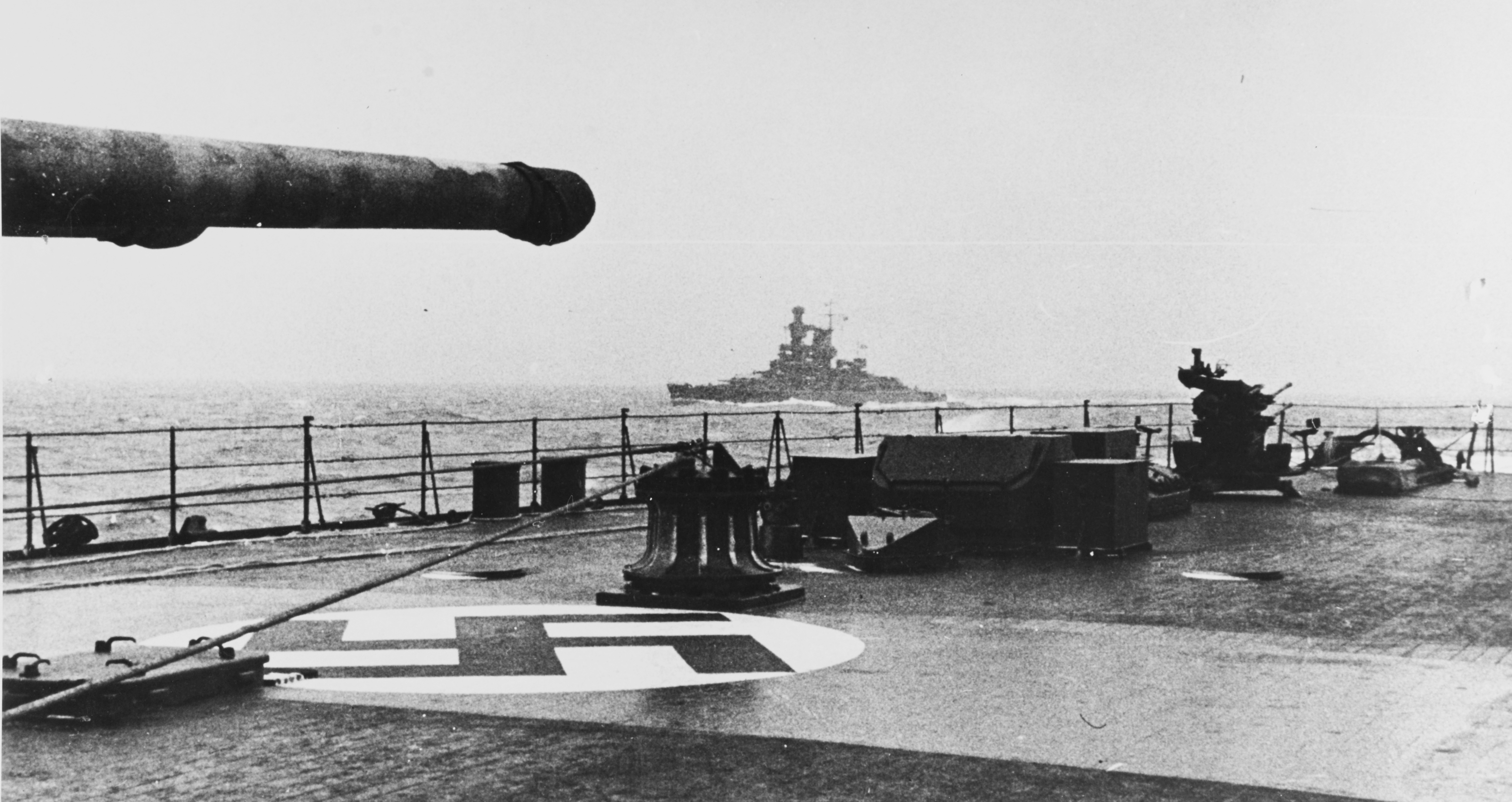
Cubierta y cañones de 203 mm del Prinz Eugen. Al fondo, el Admiral Scheer (febrero de 1942).

El 16 de mayo el Prinz Eugen hizo el viaje de retorno a Alemania por sus propios medios, aunque en el camino hacia Kiel fue atacado por una fuerza británica compuesta por diecinueve bombarderos y veintisiete torpederos, aunque no consiguieron hacerle ni un solo impacto. El crucero permaneció fuera de servicio por reparaciones hasta octubre, y a partir del 27 de este mes inició unas pruebas de mar por el Báltico que se prolongaron por los siguientes dos meses. A principios de enero de 1943 la Kriegsmarine ordenó al crucero regresar a Noruega para reforzar allí el despliegue naval. En ese mes intentó dos veces navegar hasta el país nórdico junto al acorazado Scharnhorst, pero ambas partidas fueron abortadas tras ser avistados por aviones británicos de vigilancia. Cuando se hizo evidente que sería imposible mover el crucero hasta las costas noruegas, el Prinz Eugen fue asignado al Escuadrón de Entrenamiento de la Flota. Durante nueve meses, el crucero entrenó nuevos cadetes en las aguas del Báltico.
A medida que el Ejército Rojo soviético empujaba a la Wehrmacht alemana en el Frente Oriental, se hizo necesario reactivar el Prinz Eugen como barco de apoyo artillero. Para ello, el 1 de octubre de 1943 el crucero fue reasignado a misiones de combate. En junio de 1944 el Prinz Eugen, el crucero pesado Lützow y la 6ª Flotilla de Destructores formaron la Segunda Fuerza Especial, luego renombrada Fuerza Especial Thiele. El Prinz Eugen estaba entonces navegando por el este del Báltico, al noroeste de la isla de Utö, y el 19-20 de agosto navegó al interior del golfo de Riga y bombardeó Tukums. Cuatro destructores dieron apoyo a la acción junto con los hidroaviones Ar 196 del propio crucero. El bombardeo del Prinz Eugen fue esencial en el exitoso rechazo del ataque soviético.
A principios de septiembre el crucero pesado apoyó un intento fallido para apoderarse de la fortaleza de la isla de Hogland. Entonces retornó a Gotenhafen, antes de escoltar un convoy de barcos que traía soldados alemanes desde Finlandia. El convoy, compuesto por seis cargueros, navegó el 15 de septiembre desde el golfo de Botnia con toda la Segunda Fuerza Especial escoltándolo. Aeronaves y destructores suecos lo siguieron, pero no intervinieron. El mes siguiente, el Prinz Eugen retornó a las tareas de apoyo artillero, y los días 11 y 12 de octubre utilizó sus baterías para apoyar a las tropas alemanas en Memel. En esos dos días el crucero pesado disparó unos 700 obuses de sus baterías principales. Retornó los días 14 y 15 tras haber repuesto munición de sus cañones principales para disparar otros 370 proyectiles.

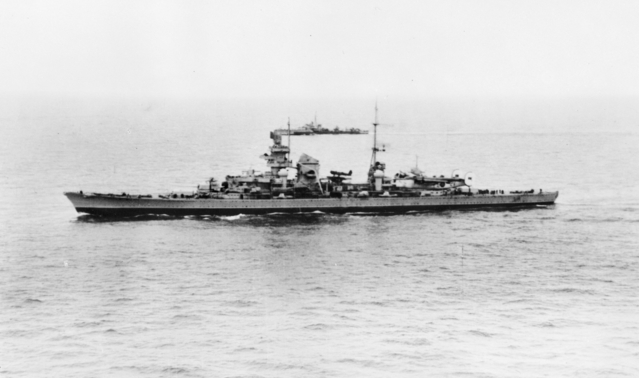
El Prinz Eugen en mayo de 1945, tras la rendición alemana y el fin de la Segunda Guerra Mundial.

En el viaje de regreso a Gotenhafen el día 15 chocó sin darse cuenta en medio de una densa niebla con el crucero ligero Leipzig al norte de Hela. El Leipzig acabó casi seccionado en dos partes y ambos barcos estuvieron encajados durante catorce horas. El Prinz Eugen fue llevado hasta Gotenhafen para realizarle reparaciones que duraron un mes. El 20-21 de noviembre actuó de nuevo como soporte artillero para las tropas germanas en la península Sworbe, ocasión en la que disparó unos 500 proyectiles de sus baterías principales. Regresó a Gotenhafen para ser reabastecido y retocar sus cañones.
El crucero volvía a estar listo para la acción a mediados de enero de 1945, fecha en que fue desplegado en Samland contra las fuerzas soviéticas. Disparó unas 870 rondas de sus baterías primarias contra los soviéticos en Cranz mientras avanzaban hacia Königsberg. En ese momento el crucero agotó su munición, pero la crítica escasez de municiones lo retuvo en puerto hasta marzo, cuando bombardeó de nuevo a los soviéticos que rodeaban Gotenhafen, Danzig y Hela. El 8 de abril el Prinz Eugen navegó a Swinemünde junto al Lützow, en cuyo puerto ambos navíos fueron atacados por 34 bombarderos Lancaster. Una gruesa capa de nubes obligó a los británicos a abortar el ataque, pero volvieron días después y consiguieron hundir al Lützow con un único impacto de bomba Tallboy, de más de 5,4 toneladas de peso. El Prinz Eugen partió entonces hacia Copenhague, a donde arribó el 20 de abril y fue puesto fuera de comisión el 7 de mayo. Al día siguiente pasó al control de la Real Armada británica.

### En la Armada de los Estados Unidos

El USS Prinz Eugen anclado en el atolón Bikini durante la Operación Crossroads en 1946.

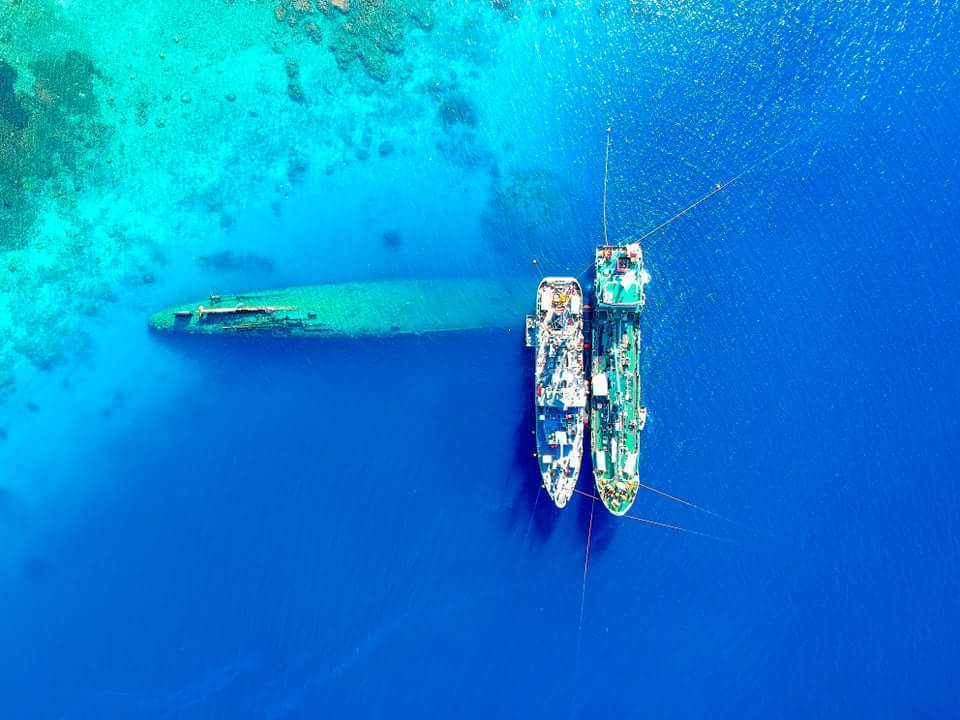
El USNS Salvor y el petrolero Humber extrayendo petróleo del pecio en septiembre de 2018

El 27 de mayo de 1945 el Prinz Eugen y el crucero ligero Nürnberg fueron escoltados por los cruceros británicos Dido y Devonshire hasta Wilhelmshaven. El 13 de diciembre el crucero pesado fue entregado como botín de guerra a los Estados Unidos, que lo envió a Wesermünde. El barco fue puesto en comisión en la Armada de los Estados Unidos como «barco diverso sin clasificar» USS Prinz Eugen (IX-300). Una tripulación mixta de alemanes y estadounidenses bajo mando del capitán A. H. Graubart navegó con el Prinz Eugen hasta Boston en una travesía que duró desde el 13 al 22 de enero de 1946. Allí el crucero fue minuciosamente revisado por la armada estadounidense, que le retiró su sonar pasivo GHG de gran alcance para instalárselo al submarino USS Flying Fish y probarlo. El interés americano en la tecnología de amplificador magnético se incrementó tras diversos hallazgos en el sistema de dirección de tiro del Prinz Eugen.

#### Operación Crossroads
El buque fue después asignado a la flota de buques objetivo de la Operación Crossroads en el atolón Bikini. El Prinz Eugen fue remolcado hasta el océano Pacífico vía Filadelfia y Canal de Panamá. El crucero alemán consiguió sobrevivir a la explosión de dos bombas atómicas, las de las pruebas Able, el 1 de julio de 1946, y Baker, el 25 del mismo mes. Aunque resultó contaminado por la lluvia radiactiva, no sufrió daños estructurales en las detonaciones. El barco irradiado fue remolcado hasta el atolón Kwajalein, en el Pacífico central, donde una pequeña vía de agua quedó sin reparar. El 29 de agosto de 1946 la armada de los Estados Unidos puso fuera de comisión el Prinz Eugen.
Para finales de diciembre el crucero se encontraba en muy malas condiciones, y el día 21 comenzó a escorar. No se podía llevar a tiempo un equipo de salvamento hasta el lejano atolón, por lo que la armada norteamericana intentó encallarlo para prevenir su naufragio, cosa que no consiguieron porque el 22 de diciembre escoró y se hundió. Las torretas de sus baterías principales se soltaron de sus barbetas al zozobrar. La popa y los ensamblajes de sus hélices permanecen a día de hoy visibles por encima de la superficie del agua. El gobierno estadounidense denegó los derechos de salvamento del pecio basándose en que no quería que el acero irradiado del barco acabara en el mercado. En agosto de 1979 una de las hélices del crucero fue retirada y colocada en el memorial naval Marine-Ehrenmal Laboe en Alemania.
Hoy es una atracción para el buceo de poca profundidad, sus interiores se encuentran bien preservados.